# William Thomas Marshall
William Thomas („Bill“) Marshall (* 14. Oktober 1907 in London; † 31. Dezember 1975 in Glasgow) war ein englischer Bauingenieur und Hochschullehrer. Nach dem Tod von Gilbert Cook übernahm Marshall den Regius Chair of Civil Engineering and Mechanics an der University of Glasgow.

## Leben
Marshall wurde als Sohn von Thomas und Edith Marshall in London geboren. Er besuchte die Westminster City School und studierte dann am Imperial College in London Ingenieurwissenschaften. Nach Abschluss seines Studiums (B.Sc.) arbeitete Marshall für British Reenforced Engineering Eng. Co. Ltd. und wechselte 1934 zu FA Macdonald & Partner in Glasgow, bevor er 1936 als Dozent an das Imperial College zurückkehrte. Er blieb am Imperial bis 1945, als er Technischer Leiter bei der Institution of Structural Engineers wurde.
1946 wurde er als Professor für Bauingenieurwesen an die University of St Andrews berufen. 1952 folgte er Gilbert Cook auf der Regius Professur in Glasgow nach. Diesen Lehrstuhl hielt er bis zu seiner Pensionierung 1975. Gastprofessuren führten Marshall 1960 an die Northwestern University in den USA und 1967 an die University of Western Australia in Sydney.
Marshall betrieb Grundlagenforschung zu Stahlbeton. Er war Fellow der Institution of Civil Engineers (FICE) und der Institution of Structural Engineers (M. Struct. E.). 1963 wurde er zum Fellow der Royal Society of Edinburgh gewählt (FRSE).
1939 heiratete Marshall Margaret Ewing Adam.

## Bibliografie (Auswahl)

### Artikel
- 1944: Experiments on Reinforced Concrete Column Bases; in Proceedings of the Institution of Civil Engineers
- 1956: The Use Of Fly Ash and Similar Materials in Concrete; in Proceedings of the Institution of Civil Engineers
- 1962: Ultimate Load Design of Concrete Structures; in Proceedings of the Institution of Civil Engineers

### Bücher
- 1951: The fundamental principles of reinforced concrete design
- 1958: Solutions of problems in structures
- 1969: Structures: SI units
- 1990: Marshall & Nelson's structures